# 国際会議場前停留場
国際会議場前停留場（こくさいかいぎじょうまえていりゅうじょう）は、富山県富山市大手町に設置されている、富山地方鉄道富山軌道線（富山都心線）の停留場である。駅番号はC23。
併用軌道に設置されている。

## 歴史
- 2009年（平成21年）12月23日：富山地方鉄道の停留場として開業。

## 停留場構造
単式ホーム1面1線の地上駅。上屋を持ち、バリアフリー化されている。

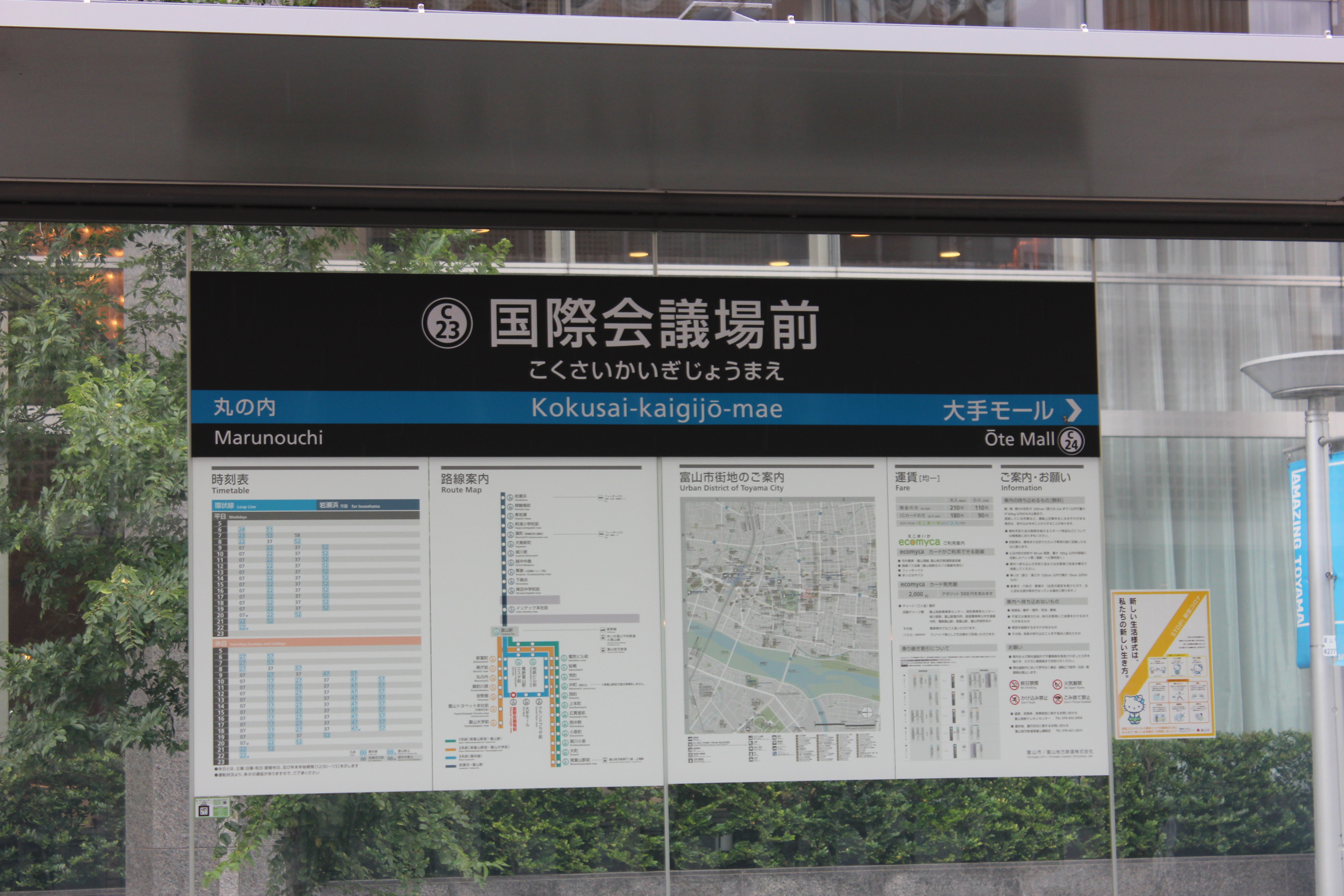
駅名標（2020年7月、駅ナンバリング導入後）

## 停留場周辺
- 富山国際会議場（大手町フォーラム）
- ANAクラウンプラザホテル富山
- 富山城址公園（富山城・富山市郷土博物館・佐藤記念美術館）
- 大手モール（大手町通り）
- 富山市民プラザ
- 富山新聞本社
- ホテルドーミーイン富山
- 富山商工会議所
- 富山県信用組合本店
- 本願寺富山西別院・東別院
- 富山第一ホテル

## 隣の停留場
富山地方鉄道
富山軌道線（富山都心線）
丸の内停留場 (C18) → 国際会議場前停留場 (C23) → 大手モール停留場 (C24)